# Гарвін (округ, Оклахома)
Шаблон:StateAbbr_ 34°43′ пн. ш. 97°19′ зх. д. / 34.71° пн. ш. 97.31° зх. д.
Округ Гарвін (англ. Garvin County) — округ (графство) у штаті Оклахома, США. Ідентифікатор округу 40049.

## Історія
Округ утворений 1907 року.

## Демографія
За даними перепису
2000 року
загальне населення округу становило 27210 осіб, зокрема міського населення було 8678, а сільського — 18532.
Серед мешканців округу чоловіків було 13092, а жінок — 14118. В окрузі було 10865 домогосподарств, 7608 родин, які мешкали в 12641 будинках.
Середній розмір родини становив 2,96.
Віковий розподіл населення поданий у таблиці:
| Стать    | До 15 років | 15-21 | 22-29 | 30-39 | 40-49 | 50-65 | 65-85 | Понад 85 |
| -------- | ----------- | ----- | ----- | ----- | ----- | ----- | ----- | -------- |
| Чоловіки | 2800        | 1380  | 1221  | 1688  | 1910  | 2105  | 1756  | 232      |
| Жінки    | 2651        | 1291  | 1217  | 1770  | 1988  | 2306  | 2362  | 533      |

## Суміжні округи
- Макклейн — північ
- Понтоток — схід
- Маррі — південний схід
- Картер — південь
- Стівенс — південний захід
- Грейді — північний захід

## Виноски
1. ↑  U.S. Decennial Census. United States Census Bureau. Архів оригіналу за 26 квітня 2015. Процитовано 21 лютого 2015.
2. ↑  Historical Census Browser. University of Virginia Library. Архів оригіналу за 11 серпня 2012. Процитовано 21 лютого 2015.
3. ↑  Forstall, Richard L., ред. (27 березня 1995). Population of Counties by Decennial Census: 1900 to 1990. United States Census Bureau. Архів оригіналу за 19 лютого 2015. Процитовано 21 лютого 2015.
4. ↑  Census 2000 PHC-T-4. Ranking Tables for Counties: 1990 and 2000 (PDF). United States Census Bureau. 2 квітня 2001. Архів оригіналу (PDF) за 18 грудня 2014. Процитовано 21 лютого 2015.
5. ↑  State & County QuickFacts. United States Census Bureau. Архів оригіналу за 6 червня 2011. Процитовано 9 листопада 2013.(англ.) Наведено за англійською вікіпедією.
6. ↑  American FactFinder. Бюро перепису населення США. Архів оригіналу за 21 травня 2008. Процитовано 31 січня 2008.

| США | Це незавершена стаття з географії США. Ви можете допомогти проєкту, виправивши або дописавши її. |